# Sara Hutinski
Sara Hutinski (ur. 20 czerwca 1991) – słoweńska siatkarka, grająca na pozycji środkowej.
Jej starszym bratem jest siatkarz Alen Pajenk.

## Sukcesy klubowe
MEVZA - Liga Środkowoeuropejska:
- 2010, 2012, 2013, 2024[4]
- 2025[5]
- 2008

Liga słoweńska:
- 2009, 2011, 2012, 2013, 2023, 2024[6]
- 2008, 2010

Puchar Słowenii:
- 2010, 2011, 2012

Puchar Czech:
- 2014

Liga czeska:
- 2014

Puchar Francji:
- 2016

Liga francuska:
- 2016

Puchar CEV:
- 2019

Liga rumuńska:
- 2019

Puchar Rumunii:
- 2019